# Senida Mesi
Senida Mesi (Scutari, 16 dicembre 1977) è una politica albanese.
Vice primo ministro d'Albania tra il 13 settembre 2017 e il 28 dicembre 2018 e membro del parlamento albanese per la prefettura di Scutari dal 2017.

## Biografia
Nata a Scutari, in Albania, si è laureata nel 2000 dalla facoltà di scienze economiche dell'Università di Tirana, venendo nel 2013 accreditata come contabile. Fino al 2017 è stata lettrice presso l'Università Luigj Gurakuqi di Scutari.

### Carriera politica
Nel 2015 è stata eletta nel consiglio comunale di Scutari, mentre alle elezioni del 2017 è entrata in parlamento per il Partito Socialista d'Albania (PSSH).
Nell'agosto 2017 il primo ministro albanese Edi Rama ha annunciato che Mesi sarebbe stata il suo vice primo ministro, carica che ha mantenuto dal 13 settembre 2017 al 28 dicembre 2018.
Come vicepremier ha visitato in veste ufficiale la Puglia con il ministro Sonila Qato, annunciando l'intenzione di aumentare gli scambi commerciali tra il Mezzogiorno d'Italia e l'Albania.